# 夏伯渝
夏伯渝（1949年7月2日—），中国大陸登山家。

## 生平
1949年7月2日出生于重庆渝中区临江门，抗日战争时期父母从武汉来到重庆在临江门担任卸货搬运工人。五六岁时随父母搬迁至青海。1975年冲击珠穆朗玛峰时冻伤导致截肢，1996年因淋巴瘤导致双腿截肢。2018年5月14日第五次冲击珠峰终于成功登顶，成为世界第二位双腿截肢而登顶珠穆朗玛峰的人。
2022年3月4日作为表演人员，参与2022年北京冬残奥会开幕式。

## 荣誉
- 2011年荣获CCTV体坛风云人物评选残疾人体育精神奖。
- 2019年荣获劳伦斯世界体育奖年度时刻奖。[5]成为继姚明、刘翔、李娜之后第4位获此殊荣的中国人。